# 大澤芳清
大澤 芳清（おおさわ よしきよ、1963年 - ）は、日本の医師、病院院長、生活協同組合理事長。

## 来歴
1991年に兵庫医科大学を卒業。専門は整形外科。
子供の頃に赤ひげ (1972年のテレビドラマ)を観たことで感動して医師になりたいと思うようになる。医師になるのを断念して大学法学部政治学科に入学したものの、友人が入院したことをきっかけとして再び医師になりたいと思うようになり、在籍していた大学は退学して医学部に再入学する。
2017年度には大澤が勤務していた尼崎医療生協病院の研修医の定数は5人から4人に減少され、2022年4月には2023年度には3人に減少するという通知が届いた。兵庫県からは初期研修後に県内に残った医師の少ない病院が削減対象と説明されていた。これに対して大澤は黙っていては減らされるだけだと思い行動を起こすようになる。通知を受けた翌月には兵庫県に募集定員を4人に戻すように要望書を提出して、県の医務課にも懇談を申し込んで懇談を行うなどをした。
2018年5月に尼崎医療生協病院の院長に就任する。院長に就任する前は医師会の行事には全く参加していなかったものの、院長に就任してからは参加するようになる。
2018年6月18日の民医連新聞に掲載され、そこでは病院には毎日多くの人が外来を受診して、当然に待ち時間が多いために十分な話しや指導ができていない日々を批判する。そのためには病気になってからの治療ではなく、その前に指導して病気の状態に移行させないことが必要とする。医師が地域に出て、地域の人々の住まいや生活を見る活動をもっと行うべきとする。
2020年度の尼崎医療生活協同組合第52期総代会で理事長に選任されて就任する。
2022年2月24日にロシアがウクライナに侵攻した際には、医師は人々の命と健康を守ることを使命とするため、戦争行為を直ちに止めるということを訴える。
2022年4月2日に放送された寺谷一紀がパーソナリティのラジオ番組に出演する。そこでは経済的事情で死亡するという事例について語る。日本は格差社会といわれるようになって久しいこの時代に、医療の世界においても経済的な事情から受診を控えた結果、病状が悪化している人が増えているとのこと。このような問題に対しては社会全体で取り組んでいくということが重要であるということを指摘した。

## 政治活動
- 2024年9月7日、兵庫県知事選挙に無所属（日本共産党推薦）での立候補を表明[11]。11月17日に投開票が行われ、落選[12]。